# 왕숙랑
왕숙랑은 대한민국의 가수이다. <고향의 녹야>, <장한의 달빛>,<기생의 설움>, <대전아 잘있거라>,<상사십년>을 불렀다.

## 노래
- 1939년 <연분홍 사랑>
- 1939년 <광동 아가씨>

## 영화
- 1957년 <황혼열차>
- 1958년 <초설>
- 1960년 <하녀>
- 1961년 <사형수의 딸>
- 1963년 <고려장>